# Lijst van voetbalinterlands Ghana - Tsjaad
Deze lijst van voetbalinterlands is een overzicht van alle officiële voetbalwedstrijden tussen de nationale teams van Ghana en Tsjaad. De landen speelden tot op heden een keer tegen elkaar. De eerste ontmoeting, een kwalificatiewedstrijd voor het wereldkampioenschap voetbal 2026, werd gespeeld in Accra op 21 maart 2025.

## Wedstrijden
| № | Plaats | Datum          | Competitie           | Wedstrijd      | Uitslag |
| - | ------ | -------------- | -------------------- | -------------- | ------- |
| 1 | Accra  | 21 maart 2025  | WK 2026 kwalificatie | Ghana – Tsjaad | 5 – 0   |
| 2 |        | september 2025 | WK 2026 kwalificatie | Tsjaad − Ghana | −       |

## Samenvatting
| Competitie        | Totaal gespeeld | Winst Ghana | Gelijk | Winst Tsjaad | Doelsaldo Ghana – Tsjaad |
| ----------------- | --------------- | ----------- | ------ | ------------ | ------------------------ |
| Vriendschappelijk | 1               | 1           | 0      | 0            | 5 − 0                    |
| Totaal            | 1               | 1           | 0      | 0            | 5 − 0                    |

GFA · A-internationals · Selecties ·  Bondscoaches · Ghanees vrouwenelftal · Ghana U21 · Ghana U20 · Ghana U19 · Ghana U18 · Ghana U17
1950 – 1959 ·
1960 – 1969 ·
1970 – 1979 ·
1980 – 1989 ·
1990 – 1999 ·
2000 – 2009 ·
2010 – 2019 ·
2020 − 2029
WK 2006 ·
WK 2010 · 
WK 2014
OS 1964 · 
OS 1968 · 
OS 1972 · 
OS 1976 · 
OS 1992 · 
OS 1996 ·
OS 2004
1950 · 
1951 · 
1952 · 
1953 · 
1954 · 
1955 · 
1956 · 
1957 · 
1958 · 
1959 · 
1960 · 
1961 · 
1962 · 
1963 · 
1964 · 
1965 · 
1966 · 
1967 · 
1968 · 
1969 · 
1970 · 
1971 · 
1972 · 
1973 · 
1974 · 
1975 · 
1976 · 
1977 · 
1978 · 
1979 · 
1980 · 
1981 · 
1982 · 
1983 · 
1984 · 
1985 · 
1986 · 
1987 · 
1988 · 
1989 · 
1990 · 
1991 · 
1992 · 
1993 · 
1994 · 
1995 · 
1996 · 
1997 · 
1998 · 
1999 · 
2000 · 
2001 · 
2002 · 
2003 · 
2004 · 
2005 · 
2006 · 
2007 · 
2008 · 
2009 · 
2010 · 
2011 · 
2012 · 
2013 ·
2014 ·
2015 ·
2016 ·
2017 ·
2018 ·
2019 ·
2020 ·
2021 ·
2022 ·
2023
Algerije ·
Angola ·
Argentinië ·
Australië ·
Benin ·
Bosnië en Herzegovina ·
Botswana ·
Brazilië ·
Burkina Faso ·
Burundi ·
Canada ·
Centraal-Afrikaanse Republiek ·
Chili ·
China ·
Comoren ·
Congo-Brazzaville ·
Congo-Kinshasa ·
Cuba ·
DDR ·
Denemarken ·
Duitsland ·
Egypte ·
Engeland ·
Equatoriaal-Guinea ·
Eritrea ·
Ethiopië ·
Gabon ·
Gambia ·
Griekenland ·
Guinee ·
Guinee-Bissau ·
IJsland ·
India ·
Indonesië ·
Irak ·
Iran ·
Italië ·
Ivoorkust ·
Jamaica ·
Japan ·
Joegoslavië ·
Kaapverdië ·
Kameroen ·
Kenia ·
Lesotho ·
Letland ·
Liberia ·
Libië ·
Madagaskar ·
Malawi ·
Maleisië ·
Mali ·
Marokko ·
Mauritius ·
Mexico ·
Montenegro · 
Mozambique ·
Namibië ·
Nederland ·
Nicaragua ·
Nieuw-Zeeland ·
Niger ·
Nigeria ·
Noorwegen ·
Oeganda ·
Oostenrijk ·
Portugal ·
Qatar ·
Rusland ·
Rwanda ·
Saoedi-Arabië ·
Sao Tomé en Principe ·
Senegal ·
Servië ·
Sierra Leone ·
Singapore ·
Slovenië ·
Soedan ·
Somalië ·
Swaziland ·
Tanzania ·
Thailand ·
Togo ·
Tsjaad ·
Tsjechië ·
Tunesië ·
Turkije ·
Uruguay ·
Verenigde Staten ·
Zambia ·
Zimbabwe ·
Zuid-Afrika ·
Zuid-Korea ·
Zwitserland
Brazilië (2006) · 
Duitsland (2014) ·
Italië (2006) · 
Ivoorkust (2015) · 
Portugal (2014) ·
Servië (2010) · 
Tsjechië (2006) · 
Verenigde Staten (2006) · 
Verenigde Staten (2014)
FTF · Tsjadisch vrouwenelftal
Interlands
Tegenstander:
Algerije ·
Angola ·
Bahrein ·
Benin ·
Botswana ·
Centraal-Afrikaanse Republiek ·
Comoren ·
Congo-Brazzaville ·
Congo-Kinshasa ·
Egypte ·
Equatoriaal-Guinea ·
Ethiopië ·
Gabon ·
Gambia ·
Ghana ·
Guinee ·
Ivoorkust ·
Jemen ·
Jordanië ·
Kameroen ·
Liberia ·
Libië ·
Madagaskar ·
Malawi ·
Mali ·
Mauritius ·
Namibië ·
Niger ·
Nigeria ·
Oeganda ·
Sao Tomé en Principe ·
Sierra Leone ·
Soedan ·
Tanzania ·
Togo ·
Tunesië ·
Zambia ·
Zuid-Afrika